# Antilleptostylus brunneofasciatus
Antilleptostylus brunneofasciatus là một loài bọ cánh cứng trong họ Cerambycidae.